# To All the Girls...
To All the Girls... es el sexagesimoséptimo álbum de estudio del músico estadounidense Willie Nelson publicado por la compañía discográfica Legacy Recordings el 15 de octubre de 2013. Incluye en una serie de dúos grabados por Nelson junto a cantantes femeninas de country. Tras su publicación, el álbum llegó al segundo puesto de la lista Top Country Albums de Billboard, su posición más alta en la lista desde 1989. También entró en el puesto nueve de la lista Billboard 200.

## Grabación
To All the Girls... consiste en una serie de dúos interpretados por Nelson junto a cantantes de country. Las intérpretes incluidas en el álbum son Dolly Parton, Miranda Lambert, Loretta Lynn, Carrie Underwood,  The Secret Sisters, Rosanne Cash, Sheryl Crow, Wynonna Judd, Alison Krauss, Melonie Cannon, Mavis Staples, Norah Jones, Shelby Lynne, Emmylou Harris, Lily Meola, Brandi Carlile, Tina Rose y su hija, Paula Nelson.

## Publicación
"From Here to the Moon and Back", un dúo con Dolly Parton que la cantante compuso para la película Joyful Noise, fue publicado como primer sencillo el 2 de agosto de 2013. Fue seguido de "Grandma's Hands", un dúo con Mavis Staples, publicado como segundo sencillo el 6 de agosto. "It Won't Be Long", grabado con The Secret Sisters, salió a la venta el 24 de septiembre, mientras que "Somewhere Between", con Loretta Lynn, fue publicado el 1 de octubre.
Tras su publicación el 15 de octubre, To All the Girls... entró en el puesto dos de la lista Top Country Albums, marcando la mejor posición para un disco de Nelson en la lista desde el lanzamiento en 1989 de A Horse Called Music. El disco también entró en el puesto nueve de la lista Billboard 200, el segundo top 10 en la lista para un disco de Nelson.

## Lista de canciones
| N.º | Título                                    | Colaboradora       | Duración |  |
| 1.  | «From Here to the Moon and Back»          | Dolly Parton       | 4:01     |  |
| 2.  | «She Was No Good for Me»                  | Miranda Lambert    | 3:47     |  |
| 3.  | «It Won't Be Very Long»                   | The Secret Sisters | 2:36     |  |
| 4.  | «Please Don’t Tell Me How the Story Ends» | Rosanne Cash       | 4:18     |  |
| 5.  | «Far Away Places»                         | Sheryl Crow        | 4:56     |  |
| 6.  | «Bloody Mary Morning»                     | Wynonna Judd       | 3:05     |  |
| 7.  | «Always on My Mind»                       | Carrie Underwood   | 3:55     |  |
| 8.  | «Somewhere Between»                       | Loretta Lynn       | 3:13     |  |
| 9.  | «No Mas Amor»                             | Alison Krauss      | 4:12     |  |
| 10. | «Back To Earth»                           | Melonie Cannon     | 3:30     |  |
| 11. | «Grandma's Hands»                         | Mavis Staples      | 3:10     |  |
| 12. | «Walkin'»                                 | Norah Jones        | 3:39     |  |
| 13. | «'Til The End of the World»               | Shelby Lynne       | 2:01     |  |
| 14. | «Will You Remember Mine»                  | Lily Meola         | 4:34     |  |
| 15. | «Dry Lightning»                           | Emmylou Harris     | 4:21     |  |
| 16. | «Making Believe»                          | Brandi Carlile     | 3:16     |  |
| 17. | «Have You Ever Seen the Rain»             | Paula Nelson       | 4:38     |  |
| 18. | «After the Fire Is Gone»                  | Tina Rose          | 2:43     |  |

## Posición en listas
| País           | Lista              | Posición |
| -------------- | ------------------ | -------- |
| Estados Unidos | Top Country Albums | 2        |
| Estados Unidos | Billboard 200      | 9        |
| Reino Unido    | UK Albums Chart    | 72       |